# Serial ATA

Serial ATA, S-ATA o SATA (Serial Advanced Technology Attachment) es una interfaz de bus de computadores para la transferencia de datos entre la placa base y algunos dispositivos de almacenamiento, como la unidad de disco duro, lectora y grabadora de discos ópticos (unidad de disco óptico), unidad de estado sólido u otros dispositivos de altas prestaciones que están siendo todavía desarrollados. Serial ATA sustituye a Parallel-ATA, P-ATA o también llamado IDE.

SATA proporciona mayores velocidades, mejor aprovechamiento cuando hay varias unidades, mayor longitud del cable de transmisión de datos y capacidad para conectar unidades al instante, es decir, insertar el dispositivo sin tener que apagar el computador o que sufra un cortocircuito como con los viejos conectores molex.

Es una interfaz aceptada y estandarizada en las placas base de los computadores personales (PC). La “Organización Internacional Serial ATA” (SATA-IO) es el grupo responsable de desarrollar, manejar y conducir la adopción de especificaciones estandarizadas de SATA. Los usuarios de la interfaz SATA se benefician de mejores velocidades, dispositivos de almacenamientos actualizables de manera más simple y configuración más sencilla. El objetivo de SATA-IO es conducir a la industria a la adopción de SATA definiendo, desarrollando y exponiendo las especificaciones estándar para la interfaz SATA.

## Historia
A principios del año 2001 se formó un grupo con el nombre de Serial ATA Working Group OG. Los miembros fundadores del grupo continuaron formando el Serial ATA II Working Group para seguir con el desarrollo de la siguiente generación de especificaciones para Serial ATA. La nueva organización, SATA-IO, toma las tareas de mantenimiento de las especificaciones, promoción y venta de Serial ATA. Además de crear una futura interfaz con especificaciones de velocidad que encabecen la tecnología de almacenamiento durante la siguiente década.

El cambio de Serial ATA II Working Group a una asociación industrial formal fue tomado por el Serial ATA II Steering Committee que encontró que un beneficio comercial mutuo les daría mayor ventaja a la hora de promover cualquier actividad necesaria para la adopción de Serial ATA. La SATA-IO se dedica a construir un mercado robusto y maduro para las ofertas de Serial ATA. Y, en su caso, seguirá actividades tales como: un programa de concienciación tecnológica y de logo, laboratorios de interoperabilidad y encuentros cara a cara.

La diferencia principal entre un grupo de trabajo y una asociación industrial formal es que la segunda es una entidad independiente legalmente. Así es posible tener un presupuesto más formalizado y es capaz de amparar actividades para el desarrollo de SATA. Los miembros de SATA-IO tienen la capacidad de influir o contribuir directamente al desarrollo de las especificaciones de SATA..

## Velocidades
Al referirse a velocidades de transmisión, conviene recordar que en ocasiones se confunden las unidades de medida, y que las especificaciones de la capa física se refieren a la tasa real de datos, mientras que otras especificaciones se refieren a capacidades lógicas.

La documentación oficial recomienda no usar los términos SATA I, II y III o sus equivalentes numéricos SATA 1.0, 2.0 y 3.0, en la forma abreviada sino el relativo a la velocidad 1,5 Gb/s, 3 Gb/s y 6 Gb/s.

Las unidades que soportan la velocidad de 3 Gb/s no son compatibles con un bus de 1,5 Gb/s.

En la siguiente tabla se muestra el cálculo de la velocidad real de SATA 1,5 Gb/s, SATA 3 Gb/s y SATA 6 Gb/s:
|                    | SATA 1,5 Gb/s | SATA 3 Gb/s | SATA 6 Gb/s (Gigabits/segundo) |
| ------------------ | ------------- | ----------- | ------------------------------ |
| Frecuencia         | 1500 MHz      | 3000 MHz    | 6000 MHz                       |
| Bits/clock         | 1             | 1           | 1                              |
| Codificación 8b10b | 80%           | 80%         | 80%                            |
| bits/Byte          | 8             | 8           | 8                              |
| Velocidad real     | 150 MB/s      | 300 MB/s    | 600 MB/s (Megabytes/segundo)   |

## Topología
SATA es una arquitectura "punto a punto". Es decir, la conexión entre puerto y dispositivo es directa, cada dispositivo se conecta directamente a un controlador SATA, no como sucedía en los viejos PATA, cuyas interfaces se segmentaban en maestras y esclavas.

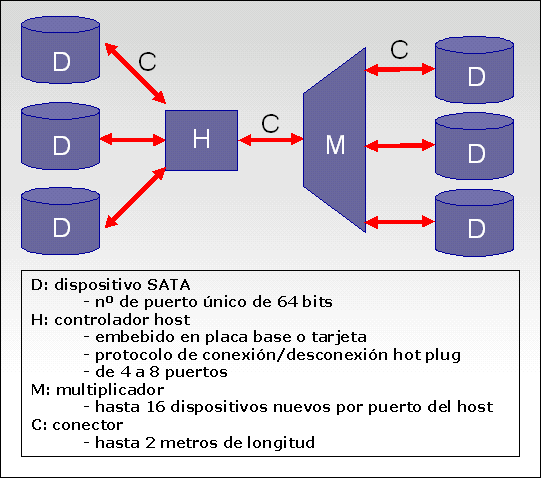
Gráfico de la topología SATA: host (H), multiplicador (M), dispositivo (D), conector (C).

## Cables, conectores y puertos

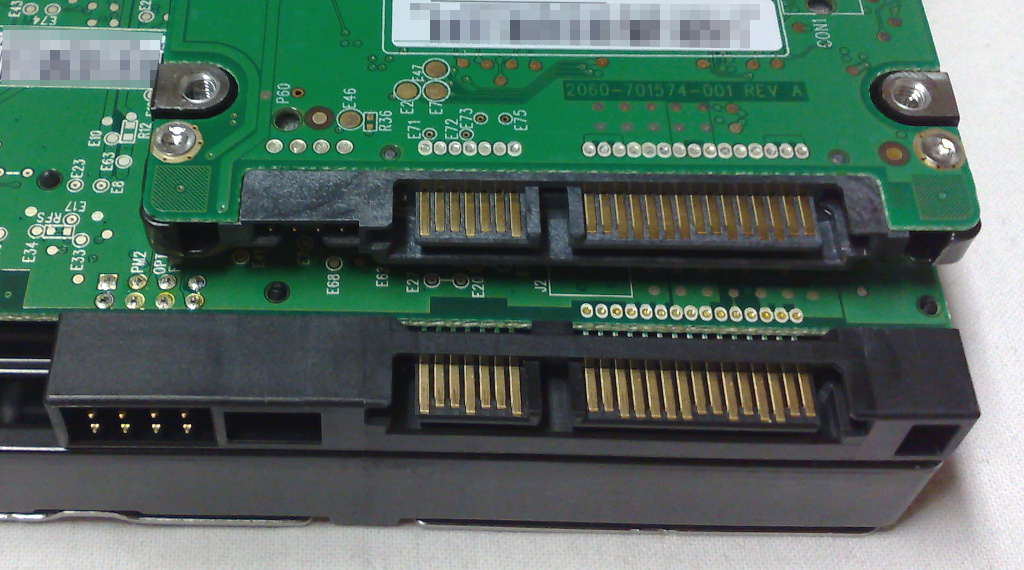
Unidad SATA de 2.5 pulgadas sobre una de 3.5 pulgadas.

Los conectores y los cables son la diferencia más visible entre las unidades SATA y las ATA. Al contrario que los ATA, se usa el mismo conector en las unidades de almacenamiento de equipos de escritorio o servidores (3,5 pulgadas) y los de los portátiles (2,5 pulgadas). Esto permite usar las unidades de 2,5 pulgadas en los sistemas de escritorio sin necesidad de usar adaptadores a la vez que disminuyen los costes.

### Conectores de datos
| Pin # | Pin # | Mating           | Función          |
| ----- | ----- | ---------------- | ---------------- |
|       | 1     | 1.º              | Tierra           |
|       | 2     | 2.º              | A+ (transmisión) |
| 3     | 2.º   | A− (transmisión) |                  |
|       | 4     | 1.º              | Tierra           |
|       | 5     | 2.º              | B− (recepción)   |
| 6     | 2.º   | B+ (recepción)   |                  |
|       | 7     | 1.º              | Tierra           |
| —     | —     | —                | Ranura           |

El estándar SATA define un cable de datos con siete conductores (tres son para la tierra y cuatro para las líneas de datos en dos pares de tipo diferencial) y utiliza un tipo de conector "wafer" de 8 mm de ancho*. Los cables de datos SATA pueden tener una longitud de hasta 1 metro, y el conector solo puede conectarse entre un puerto en la placa madre y una sola unidad, a diferencia de la cinta de cable PATA, que su conexión podía llevar 40 u 80 cables, una longitud de no más de 45cm y podía conectar dos unidades a un puerto de la placa madre. De esta manera, los conectores SATA ocupan menos espacio en un gabinete y obstruyen mucho menos el aire circulante para la refrigeración. Sin embargo, mecánicamente, los conectores SATA son más susceptibles a la desconexión accidental que los del sistema PATA.

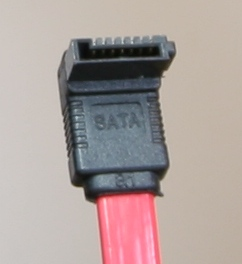
Cable de datos SATA de siete pines
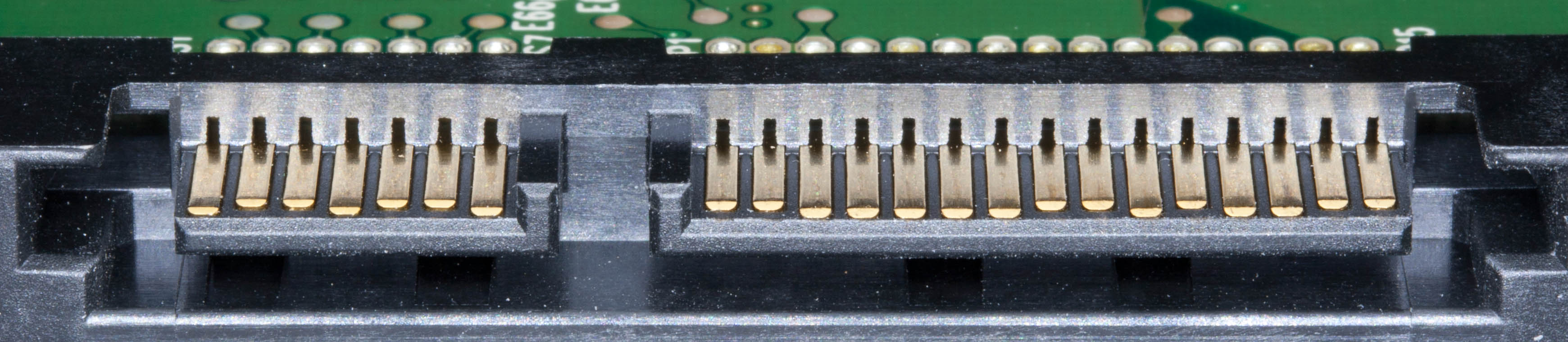
Conector SATA en una unidad de 3.5 pulgadas, con los pines de datos a la izquierda y los pines de energía a la derecha.
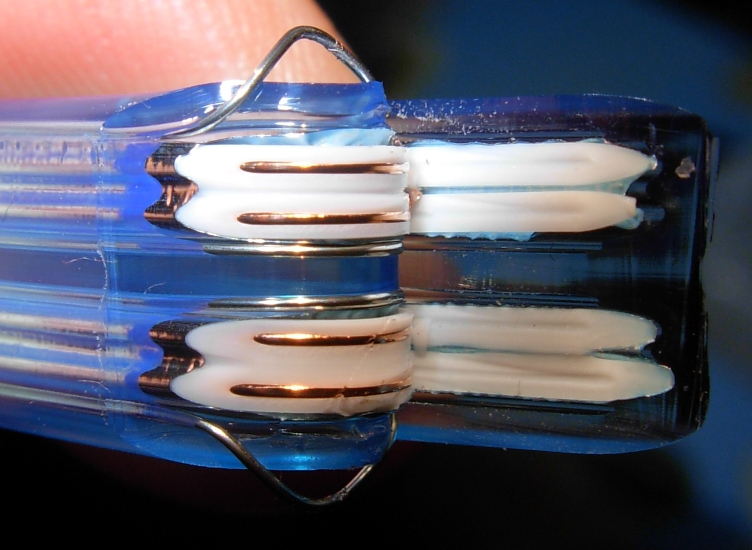
Cable SATA 3.0 (6 Gbit/s) mostrando pares diferenciales blindados.

### Conectores de energía

#### Conector estándar
| Pin # | Pin # | Mating | Función                                                 |
| ----- | ----- | --- | ------------------------------------------------------- |
| —     | —     | — | Ranura                                                  |
|       | 1     | 3.º | Energía 3.3 V                                           |
| 2     | 3.º   | | Energía 3.3 V                                           |
| 3     | 2.º   | Modo de deshabilitación de energía entrada/salida (PWDIS) mode (Energía 3.3 V, Precarga anterior a SATA 3.3) |                                                         |
|       | 4     | 1.º | Tierra                                                  |
| 5     | 2.º   | | Tierra                                                  |
| 6     | 2.º   | | Tierra                                                  |
|       | 7     | 2.º | energía 5 V, Precarga                                   |
| 8     | 3.º   | Energía 5 V                                                                                                  |                                                         |
| 9     | 3.º   | Energía 5 V                                                                                                  |                                                         |
|       | 10    | 2.º | Tierra                                                  |
|       | 11    | 3.º | Staggered spinup/activity (en unidades que lo soportan) |
|       | 12    | 1.º | Tierra                                                  |
|       | 13    | 2.º | energía 12 V, Precarga                                  |
| 14    | 3.º   | Energía 12 V                                                                                                 |                                                         |
| 15    | 3.º   | Energía 12 V                                                                                                 |                                                         |

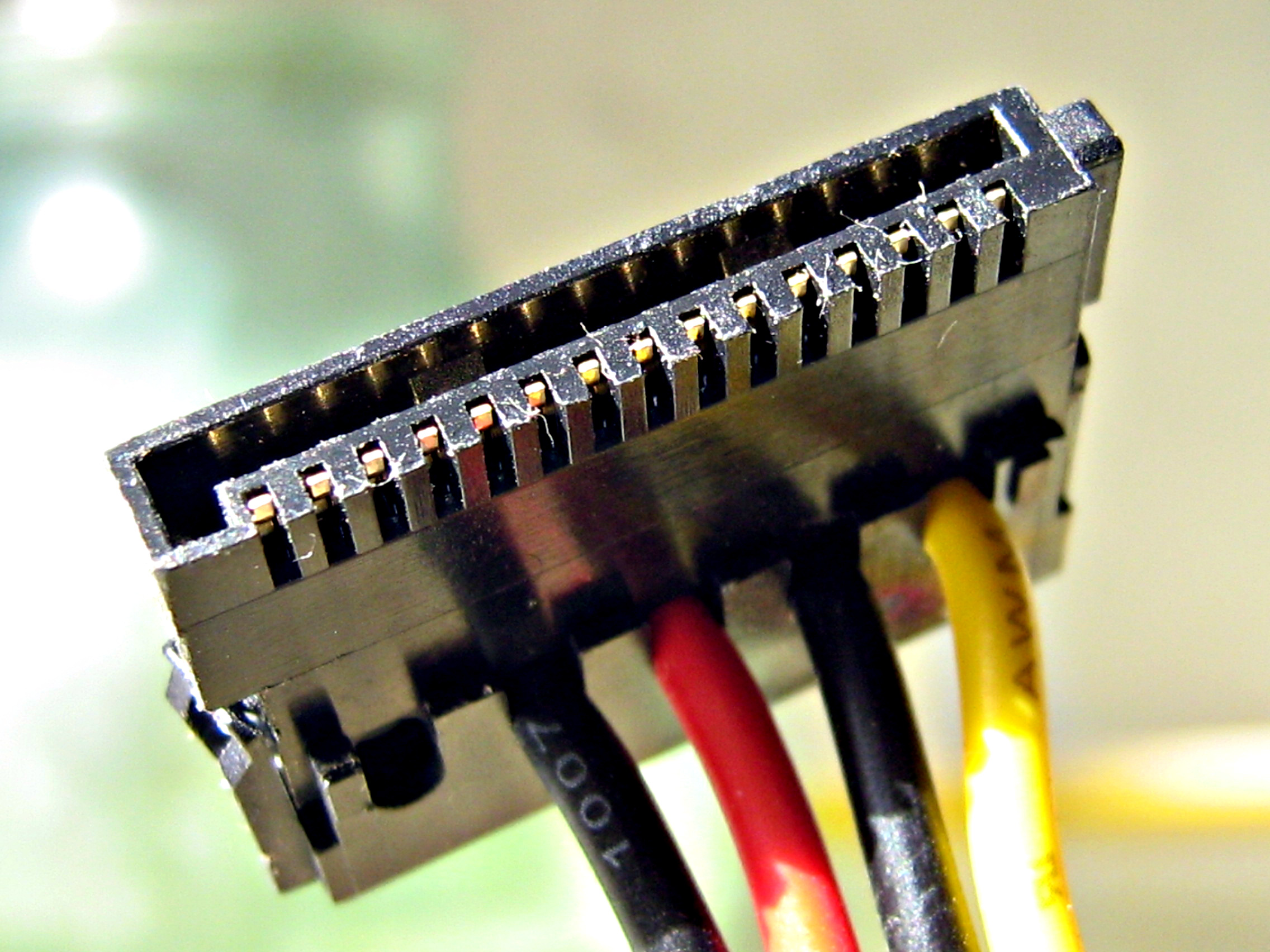
Un conector de energía SATA de 15 pines (En este conector en particular falta el cable naranja de los 3.3 voltios.

SATA especifica un conector de energía diferente del conector Molex de cuatro pines utilizado en unidades Parallel ATA (PATA) (y también utilizado en unidades de menor capacidad de almacenamiento, como antiguas unidades de discos flexibles). Es un conector de tipo "wafer", tal como el conector de datos SATA, pero mucho más ancho (15 pines, el de datos siete), diseñado de forma tal que no se confundan. Las primeras unidades SATA incluían además un conector Molex de cuatro pines para facilitar la compatibilidad con los sistemas de energía que antiguamente se utilizaban en las CPU, pero actualmente, las unidades SATA se fabrican solamente con el conector de 15 pines.

### SATA externo (eSATA)
La interfaz external SATA (eSATA o ESATA) fue estandarizada a mediados de 2004, con definiciones específicas de cables, conectores y requisitos de la señal para unidades externas.

Se caracteriza por:
- Velocidad de SATA en los discos externos (se han medido 115 MB/s con RAID externos).
- Sin conversión de protocolos de PATA/SATA a USB/Firewire, todas las características del disco están disponibles para el anfitrión.
- La longitud de cable se restringe a 2 metros; USB y Firewire permiten mayores distancias.
- Se aumentó la tensión de transmisión mínima y máxima a 500mV - 600mV (de 400 mV - 600 mV)
- Voltaje recibido disminuido a 240 mV - 600 mV (de 325 mV - 600 mV).
- Capacidad de disposición de los discos en RAID 0 y RAID.

Algunas placas base incluyen conectores eSATA, también es posible usar adaptadores de bus o tarjetas PC Card y CardBus para portátiles que no integran el conector.

### Mini SATA (mSATA)
La interfaz mSATA21 (mini-SATA, micro-SATA), anunciada el 21 de septiembre de 2009 es una norma de conectores internos que sigue la especificación SATA, ofreciendo un rendimiento máximo de 6 Gbit/s.

Utiliza el mismo factor de forma física que el estándar mPCI, pero los dos conectores no son compatibles y son eléctricamente compatibles, sin embargo las señales de datos necesitan una controladora host S-ATA en lugar de la PCI-express.

mSATA ha sido reemplazado por la interfaz M.2 mejor diseñada.

## Apoyo
La interfaz de controlador de host avanzada (AHCI) es una interfaz de controlador de host abierta publicada y utilizada por Intel, que se ha convertido en el estándar de facto. Esto permite usar las funciones SATA avanzadas, como la conexión en caliente y la cola de comandos propios (NCQ). Si la placa base y el conjunto de chips no son compatibles con AHCI, los controladores SATA generalmente funcionan en el modo de "emulación IDE", que no permite el acceso a las funciones del dispositivo que no son compatibles con el estándar ATA (también llamado IDE).

### Windows
Para admitir el modo de intercambio en caliente, hay que habilitar el modo AHCI en el BIOS. Si el disco de arranque de Windows XP está conectado a un controlador, cuyo modo se cambia de IDE a AHCI, Windows dejará de cargarse y este modo solo se puede activar en el BIOS antes de instalar Windows. Después de habilitar el modo en el BIOS, debe instalar el controlador del controlador AHCI desde el disquete "usando el método F6" al comienzo de la instalación de Windows XP.
Se puede instalar en un Windows XP instalado sin AHCI manualmente el controlador AHCI (seleccionando un archivo inf), luego reiniciar en el BIOS y activar el modo SATA en la posición de “ON”.
En Windows 7 y versiones posteriores, el modo AHCI se selecciona mediante una configuración de registro. Para habilitarlo, hay que en el valor del parámetro "START(inicio)" en HKEY_LOCAL_MACHINE\SYSTEM\CurrentControlSet\services\msahci establecer valor 0 en lugar de 3 o 4. Luego hay que reiniciar en el BIOS y habilitar AHCI allí.